# Goločelo, Kragujevac
Goločelo (izvirno srbsko Голочело) je naselje v Srbiji, ki upravno spada pod mesto Kragujevac; slednje pa je del Šumadijskega upravnega okraja.

## Demografija
V naselju živi 427 polnoletnih prebivalcev, pri čemer je njihova povprečna starost 39,5 let (38,7 pri moških in 40,4 pri ženskah). Naselje ima 183 gospodinjstev, pri čemer je povprečno število članov na gospodinjstvo 2,96.
To naselje je, glede na rezultate popisa iz leta 2002, večinoma srbsko, a v času zadnjih 3 popisov je opazen porast števila prebivalcev.
|  |

| Demografija | Demografija     | Demografija     |
| Leto        | Št. prebivalcev | Št. prebivalcev |
| ----------- | --------------- | --------------- |
|             |                 |                 |
|             |                 |                 |
|             |                 |                 |
|             |                 |                 |
| 1948        | 506             |                 |
| 1953        | 521             |                 |
| 1961        | 494             |                 |
| 1971        | 478             |                 |
| 1981        | 449             |                 |
| 1991        | 509             | 502             |
| 2002        | 550             | 541             |
|             |                 |                 |

| Etnična sestava po popisu iz leta 2002 | Etnična sestava po popisu iz leta 2002 | Etnična sestava po popisu iz leta 2002 | Etnična sestava po popisu iz leta 2002 | Etnična sestava po popisu iz leta 2002 |
| -------------------------------------- | -------------------------------------- | -------------------------------------- | -------------------------------------- | -------------------------------------- |
| Srbi                                   | Srbi                                   |                                        | 537                                    | 99,26%                                 |
| Hrvati                                 | Hrvati                                 |                                        | 1                                      | 0,18%                                  |
| Madžari                                | Madžari                                |                                        | 1                                      | 0,18%                                  |
| Neznano                                | Neznano                                |                                        | 1                                      | 0,18%                                  |